# Socket 478
Socket 478 (mPGA478) – gniazdo typu ZIF na procesory Pentium 4 i Celeron. Ma 478 otworów na nóżki procesora i wymiary 37 × 33 mm.
Jest podobny do Socket 479 lecz z nim niekompatybilny.

## Procesory
- Intel Pentium 4 (1,4-3,4 GHz)
- Intel Celeron (1,7-3,2 GHz)
- Intel Pentium M
- Celeron D (1,5-3,2 GHz)
- Intel Pentium 4 Extreme Edition (3,2, 3,4 GHz)
- Intel Pentium Core 2 Duo